# Green Party of Aotearoa New Zealand
Green Party of Aotearoa New Zealand är ett grönt politiskt parti i Nya Zeelands parlament.